# Immunoseneszenz
Immunoseneszenz, auch Immunseneszenz, (lat. immunis eigentlich ‚steuerfrei‘, im übertragenen Sinn ‚unberührt‘, ‚frei‘, ‚rein‘ und lat. senescere = ‚alt werden‘) ist die Bezeichnung für die langsame Verschlechterung des Immunsystems bei älteren Menschen. Eine Auswirkung der Immunoseneszenz ist die Zunahme der infektionsbedingten Morbidität und Mortalität bei älteren Patienten.
Der Begriff „Immunoseneszenz“ (engl. immunosenescence) wurde 1969 von dem US-amerikanischen Gerontologen Roy Walford geprägt, das Konzept selbst hatte er bereits Ende 1964 veröffentlicht.
Auch wenn nachfolgend im Wesentlichen die Immunoseneszenz beim Menschen gemeint ist, so ist dieses Phänomen nicht auf den Menschen beschränkt. Die meisten Wirbeltiere, möglicherweise sogar alle, sind davon betroffen.

## Beschreibung
Bei älteren Menschen finden sowohl in der angeborenen als auch in der adaptiven Immunabwehr („erworbenes Immunsystem“) eine Reihe von Veränderungen statt. Diese altersbedingten Veränderungen führen zum Nachlassen der Funktionsfähigkeit des Immunsystems. Man spricht dabei von Immunoseneszenz. Die Immunoseneszenz lässt sich anhand einer Reihe von immunologischen Parametern diagnostisch nachweisen. Der Zustand der angeborenen und der adaptiven Immunabwehr bei älteren Menschen korreliert direkt mit dem Gesundheitszustand der Betroffenen. In vielen Fällen ist allerdings unklar, inwieweit die Funktionsstörung des Immunsystems die Ursache oder die Wirkung ist.
Der altersbedingte Abbau des Immunsystems hat unmittelbare Auswirkungen und erklärt beispielsweise die erhöhte Anfälligkeit älterer Menschen für Infektionskrankheiten, Erkrankungen, die im Zusammenhang mit Entzündungsprozessen stehen (wie beispielsweise Alzheimer oder Herz-Kreislauferkrankungen) und Autoimmunerkrankungen. Damit verbunden sind sowohl ein beschleunigter Alterungsprozess als auch eine erhöhte Sterblichkeit.
Immunoseneszenz ist ein komplexer entwicklungsbedingter Prozess, der mehr einer Umstrukturierung mit qualitativen Veränderungen von Teilen des Immunsystems entspricht als einer generellen Abnahme aller Immunfunktionen.
Aus evolutionärer Sicht überwiegen in jungen Jahren die positiven Effekte des Immunsystems, beispielsweise zur Bekämpfung von Krankheitserregern, um eine erfolgreiche Reproduktion des Organismus zu gewährleisten. Mögliche negative Auswirkungen (siehe auch Entzündungsaltern), die erst nach Abschluss der Reproduktionsphase auftreten, konnten von der Evolution nicht per Selektion beseitigt werden.

## Veränderungen des Immunsystems im Alter
Die Rückbildung des Thymus beginnt bereits mit der Geschlechtsreife. Dieser Prozess ist zwischen dem 40. und 50. Lebensjahr abgeschlossen. Danach ist keine Reifung von T-Lymphozyten mehr möglich, wodurch das Immunsystem auf den Bestand der bis zu diesem Zeitpunkt gebildeten T-Lymphozyten angewiesen ist. In jungen Jahren hat der Körper einen hohen Anteil an naiven – das heißt nicht aktivierten – T-Lymphozyten, einen geringen Anteil an Gedächtniszellen und kaum Effektorzellen. Im Alter ist es dagegen genau umgekehrt: Es dominieren die Effektorzellen, die Gedächtniszellen sind an zweiter Stelle und es sind kaum noch naive T-Lymphozyten vorhanden. Die Abnahme an T- und auch B-Lymphozyten im Alter wird als altersbedingte Leukopenie bezeichnet. Die Anzahl unspezifischer zytotoxischer NK-Zellen nimmt dagegen im Alter zu. Diese Umkehr der Zellverhältnisse hat Veränderungen in der Zytokinausschüttung zur Folge. Interleukin-2 wird signifikant weniger ausgeschüttet als in jungen Jahren, während Interleukin-4 und γ-Interferon verstärkt gebildet werden. Dies wiederum bewirkt unter anderem eine schlechtere Reifung der B-Lymphozyten und eine reduzierte Produktion von Antikörpern. Das veränderte Zytokinmilieu, die minimale Proliferation an naiven T-Lymphozyten und eine veränderte Signaltransduktion über den T-Zell-Rezeptor (TCR) bewirken, dass bei der Präsentation neuer Antigene (Antigenpräsentation) das Immunsystem nicht mehr angemessen reagieren kann. B-Lymphozyten vom Typ CD19+ sind im Alter nicht mehr so aktiv, um nach einem Kontakt mit Antigenen Antikörper auszuschütten.
Antigenpräsentierende Zellen sind dagegen auch in hohem Alter noch voll funktionsfähig.

## Ursachen
Das Immunsystem ist ein hochkomplexer Abwehrmechanismus des Körpers, in dem viele Faktoren Einfluss auf seine Funktion haben. Entsprechend trägt eine Reihe unterschiedlicher Einflussgrößen zur Immunoseneszenz bei. Einige Ursachen werden kontrovers diskutiert, was unter anderem darin begründet ist, dass es oft sehr schwierig ist festzustellen, ob die oben geschilderten Veränderungen auf zellulärer Ebene intrinsisch für einen Zelltyp sind oder durch äußere Einflüsse bewirkt werden oder gar beides die primäre Ursache ist. Die Kausalität ist oft unklar. Dies ist speziell bei der Interaktion von B-Lymphozyten mit T-Lymphozyten der Fall, die für eine wirkungsvolle Immunantwort ganz entscheidend ist. Wenn ein Element dabei betroffen ist, so ändert es unmittelbar die Funktion des anderen.
Als eine der Hauptursachen für die zellbiologischen Veränderungen, die zur Immunoseneszenz führen, wird die „Antigen-Last“ gesehen, die auf den Organismus im Laufe seiner Lebensspanne eingewirkt hat. Ständige Entzündungsprozesse reduzieren die Anzahl der naiven T-Zellen. Das Repertoire an Zellen, die in der Lage sind, auf die Antigene von Pathogenen zu reagieren, nimmt dabei stetig ab.
Das Humane Cytomegalievirus (HCMV) ist ein Biomarker, der mit der Immunoseneszenz in Verbindung gebracht wird. Das menschliche Immunsystem ist zu einem beträchtlichen Teil seiner Arbeit mit der Bekämpfung beziehungsweise Kontrolle dieses Virus beschäftigt, wobei die Auslastung mit zunehmendem Alter noch zunimmt.
Nach einer anderen Theorie spielt neben der Belastung mit Antigenen auch die Ernährung bei der Entstehung der Immunoseneszenz eine wichtige Rolle. Dabei soll insbesondere die Unterversorgung mit Proteinen zur Immunoseneszenz beitragen. Dies ist auch ein Ansatzpunkt für mögliche therapeutische Maßnahmen.
Die Immunoseneszenz wird auch mit einer Abnahme der Autophagie-Aktivität assoziiert. Die Untersuchung menschlicher B-Lymphozyten von gealterten Spendern zeigte, dass ein Abfall der Antikörperantworten unter anderem mit der Abnahme des Spermidinspiegels sowie der Autophagie korreliert. Eine exogene Supplementierung mit Spermidin kann die Autophagie in den B-Lymphozyten hingegen wieder erhöhen. Auch T-Zellen von älteren humanen Spendern zeigten im Vergleich zu jüngeren Probanden geringere Spermidinspiegel und eine reduzierte Autophagie. Eine in-vitro-Behandlung dieser Zellen mit Spermidin konnte die Autophagie und die Funktionsfähigkeit der T-Zellen wiederherstellen.

## Weiterführende Literatur
- R. J. Hodes: Molecular alterations in the aging immune system. In: The Journal of experimental medicine. Band 182, Nummer 1, Juli 1995, S. 1–3, PMID 7540645, PMC 2192083 (freier Volltext).
- Donald B. Palmer: The Effect of Age on Thymic Function. In: Frontiers in Immunology. 4, 2013, S. , doi:10.3389/fimmu.2013.00316. (Review)